# Dinas (Zamboanga del Sur)
Dinas ist eine philippinische Stadtgemeinde in der Provinz Zamboanga del Sur auf der Insel Mindanao. Sie hat 35.504 Einwohner (Zensus 1. August 2015), die in 30 Barangays leben. Die Gemeinde wird als ländlich beschrieben. Der Name der Gemeinde leitet sich aus der Sprache Maguindanao ab, die Worte Di Nas bedeuten nicht unglücklich.
Die Gemeinde Dinas liegt an der nordwestlichen Küste der Bucht von Illana auf der Baganian-Halbinsel, ca. 39,6 Kilometer südwestlich der Provinzhauptstadt Pagadian City.

## Baranggays
| - Bacawan - Benuatan - Beray - Don Jose - Dongos - East Migpulao - Guinicolalay - Ignacio Garrata (New Mirapao) - Kinacap - Legarda 1 | - Legarda 2 - Legarda 3 - Lower Dimaya - Lucoban - Ludiong - Nangka - Nian - Old Mirapao - Pisa-an - Poblacion | - Proper Dimaya - Sagacad - Sambulawan - San Isidro - Songayan - Sumpotan - Tarakan - Upper Dimaya - Upper Sibul - West Migpulao |